# Drogoradz
Drogoradz (deutsch Hammer) ist ein Dorf in der polnischen Woiwodschaft Westpommern. Es gehört dem Powiat Policki (Pölitzer Kreis) an und ist ein Teil der Stadt- und Landgemeinde Police (Pölitz).
Das Dorf liegt im Osten Vorpommerns, etwa 23 km nördlich von Stettin (Szczecin).
Nach dem Zweiten Weltkrieg wurde Charlottenhof als Drogoradz Teil Polens.

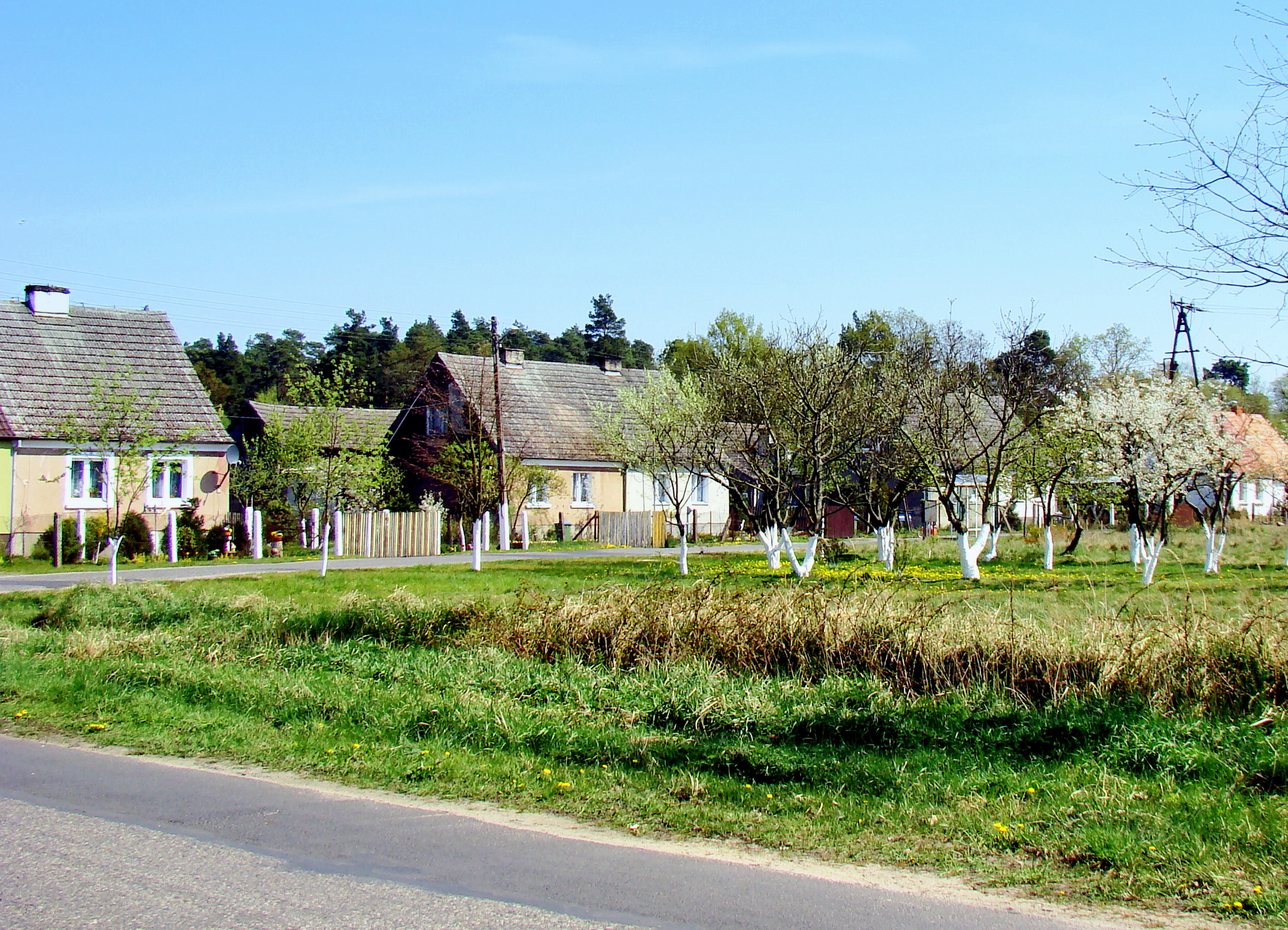
Teilansicht (2009)
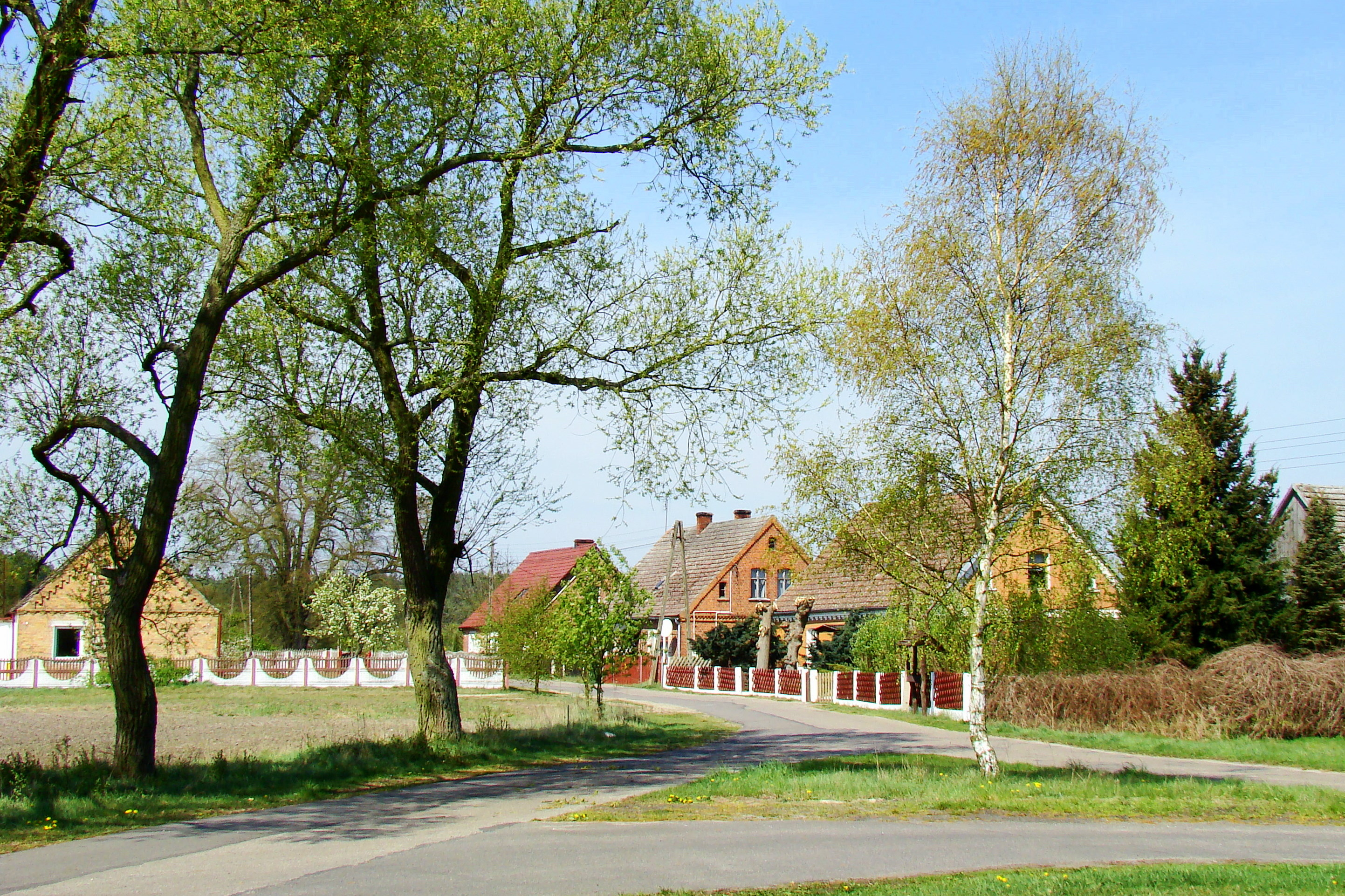
Teilansicht (2009)